# Dragica
Dragica  (serbisch: Драгица) ist ein weiblicher Vorname.

## Herkunft und Bedeutung
Der Name wird im Serbischen, Kroatischen und Slowenischen verwendet und ist abgeleitet vom slawischen Element dragu, was kostbar bedeutet.

## Bekannte Namensträgerinnen
- Dragica Rajčić (* 1959), kroatische Schriftstellerin